# Scottish Premier League 2011/12
Die Scottish Premier League wurde 2011/12 zum 14. Mal ausgetragen. Es war zudem die 115. Austragung der höchsten Fußball-Spielklasse innerhalb der Scottish Football League, in welcher der Schottische Meister ermittelt wurde. In der Saison 2011/12 traten 12 Vereine in insgesamt 38 Spieltagen gegeneinander an. Jedes Team spielte jeweils einmal zu Hause und auswärts gegen jedes andere Team in der 1. Runde. Danach wurde die Liga auf zwei Hälften geteilt, in denen die Mannschaften noch einmal gegeneinander spielen. Bei Punktgleichheit zählte die Tordifferenz.
Die Celtic Glasgow gewannen zum insgesamt 43. Mal in der Vereinsgeschichte die schottische Meisterschaft. Die Bhoys qualifizierten sich als Meister für die Champions League Saison-2012/13. Überschattet wurde die Spielzeit durch die Insolvenz der Glasgow Rangers. Trotz der Vizemeisterschaft wurden die Rangers aus der Scottish Premier League ausgeschlossen und in der Folgesaison nach Aufnahme in die Scottish Football League in die Scottish Third Division eingegliedert. Deswegen spielte der Drittplatzierte FC Motherwell in der Qualifikationsrunde der Champions League wegen der verbesserten Position von Schottland in der UEFA-Fünfjahreswertung. Der Pokalsieger Heart of Midlothian sowie der Viertplatzierte Dundee United und Sechstplatzierte FC St. Johnstone qualifizierten sich für die Europa League. Dunfermline Athletic stieg am Saisonende in die First Division ab. Mit 24 Treffern wurde Gary Hooper von Celtic Glasgow Torschützenkönig.

## 1. Runde

### Tabelle
| Pl. | Verein                       | Sp. | S  | U  | N  | Tore    | Diff. | Punkte |
| --- | ---------------------------- | --- | -- | -- | -- | ------- | ----- | ------ |
| 1.  | Celtic Glasgow (P)           | 33  | 26 | 3  | 4  | 072:200 | +52   | 81     |
| 2.  | Glasgow Rangers 1 (M, L)     | 33  | 23 | 4  | 6  | 065:250 | +40   | 63     |
| 3.  | FC Motherwell                | 33  | 16 | 7  | 10 | 043:380 | +5    | 55     |
| 4.  | FC St. Johnstone             | 33  | 14 | 8  | 11 | 042:360 | +6    | 50     |
| 5.  | Dundee United                | 33  | 13 | 10 | 10 | 055:430 | +12   | 49     |
| 6.  | Heart of Midlothian          | 33  | 14 | 6  | 13 | 041:320 | +9    | 48     |
| 7.  | FC Kilmarnock                | 33  | 8  | 13 | 12 | 036:540 | −18   | 37     |
| 8.  | FC Aberdeen                  | 33  | 8  | 12 | 13 | 032:380 | −6    | 36     |
| 9.  | FC St. Mirren                | 33  | 7  | 14 | 12 | 032:460 | −14   | 35     |
| 10. | Inverness Caledonian Thistle | 33  | 8  | 8  | 17 | 036:540 | −18   | 32     |
| 11. | Hibernian Edinburgh          | 33  | 6  | 9  | 18 | 034:620 | −28   | 27     |
| 12. | Dunfermline Athletic (N)     | 33  | 4  | 8  | 21 | 032:720 | −40   | 20     |

Platzierungskriterien: 1. Punkte – 2. Tordifferenz – 3. geschossene Tore

| Saison 2011/12 |

| Zum Saisonende 2010/11 |                                   |
| (M)                    | Meister des Vorjahres             |
| (P)                    | Pokalsieger des Vorjahres         |
| (L)                    | Ligapokalsieger des Vorjahres     |
| (N)                    | Aufsteiger aus der First Division |

## 2. Runde

### Meisterschafts-Play-offs
| Pl. | Verein                   | Sp. | S  | U  | N  | Tore    | Diff. | Punkte |
| --- | ------------------------ | --- | -- | -- | -- | ------- | ----- | ------ |
| 1.  | Celtic Glasgow (P)       | 38  | 30 | 3  | 5  | 084:210 | +63   | 93     |
| 2.  | Glasgow Rangers 1 (M, L) | 38  | 26 | 5  | 7  | 077:280 | +49   | 73     |
| 3.  | FC Motherwell            | 38  | 18 | 8  | 12 | 049:440 | +5    | 62     |
| 4.  | Dundee United            | 38  | 16 | 11 | 11 | 062:500 | +12   | 59     |
| 5.  | Heart of Midlothian      | 38  | 15 | 7  | 16 | 045:430 | +2    | 52     |
| 6.  | FC St. Johnstone         | 38  | 14 | 8  | 16 | 043:500 | −7    | 50     |

| Saison 2011/12 |

| Zum Saisonende 2010/11 |                               |
| (M)                    | Meister des Vorjahres         |
| (P)                    | Pokalsieger des Vorjahres     |
| (L)                    | Ligapokalsieger des Vorjahres |

### Abstiegs-Play-offs
| Pl. | Verein                       | Sp. | S  | U  | N  | Tore    | Diff. | Punkte |
| --- | ---------------------------- | --- | -- | -- | -- | ------- | ----- | ------ |
| 7.  | FC Kilmarnock                | 38  | 11 | 14 | 13 | 044:610 | −17   | 47     |
| 8.  | FC St. Mirren                | 38  | 9  | 16 | 13 | 039:510 | −12   | 43     |
| 9.  | FC Aberdeen                  | 38  | 9  | 14 | 15 | 036:440 | −8    | 41     |
| 10. | Inverness Caledonian Thistle | 38  | 10 | 9  | 19 | 042:600 | −18   | 39     |
| 11. | Hibernian Edinburgh          | 38  | 8  | 9  | 21 | 040:670 | −27   | 33     |
| 12. | Dunfermline Athletic (N)     | 38  | 5  | 10 | 23 | 040:820 | −42   | 25     |

| Saison 2011/12 |

| Zum Saisonende 2010/11 |                                   |
| (N)                    | Aufsteiger aus der First Division |

## Spielstätten
| Stadion            | Verein                       | Stadt       | Kapazität |
| ------------------ | ---------------------------- | ----------- | --------- |
| Ibrox Stadium      | Glasgow Rangers              | Glasgow     | 51.082    |
| Celtic Park        | Celtic Glasgow               | Glasgow     | 60.832    |
| Tynecastle Stadium | Heart of Midlothian          | Edinburgh   | 18.008    |
| Tannadice Park     | Dundee United                | Dundee      | 14.223    |
| Rugby Park         | FC Kilmarnock                | Kilmarnock  | 18.128    |
| Fir Park           | FC Motherwell                | Motherwell  | 13.742    |
| Caledonian Stadium | Inverness Caledonian Thistle | Inverness   | 7.819     |
| McDiarmid Park     | FC St. Johnstone             | Perth       | 10.456    |
| Pittodrie Stadium  | FC Aberdeen                  | Aberdeen    | 22.200    |
| Easter Road        | Hibernian Edinburgh          | Edinburgh   | 20.421    |
| St. Mirren Park    | FC St. Mirren                | Paisley     | 8.000     |
| East End Park      | Dunfermline Athletic         | Dunfermline | 12.000    |

## Statistiken

### Torschützenliste

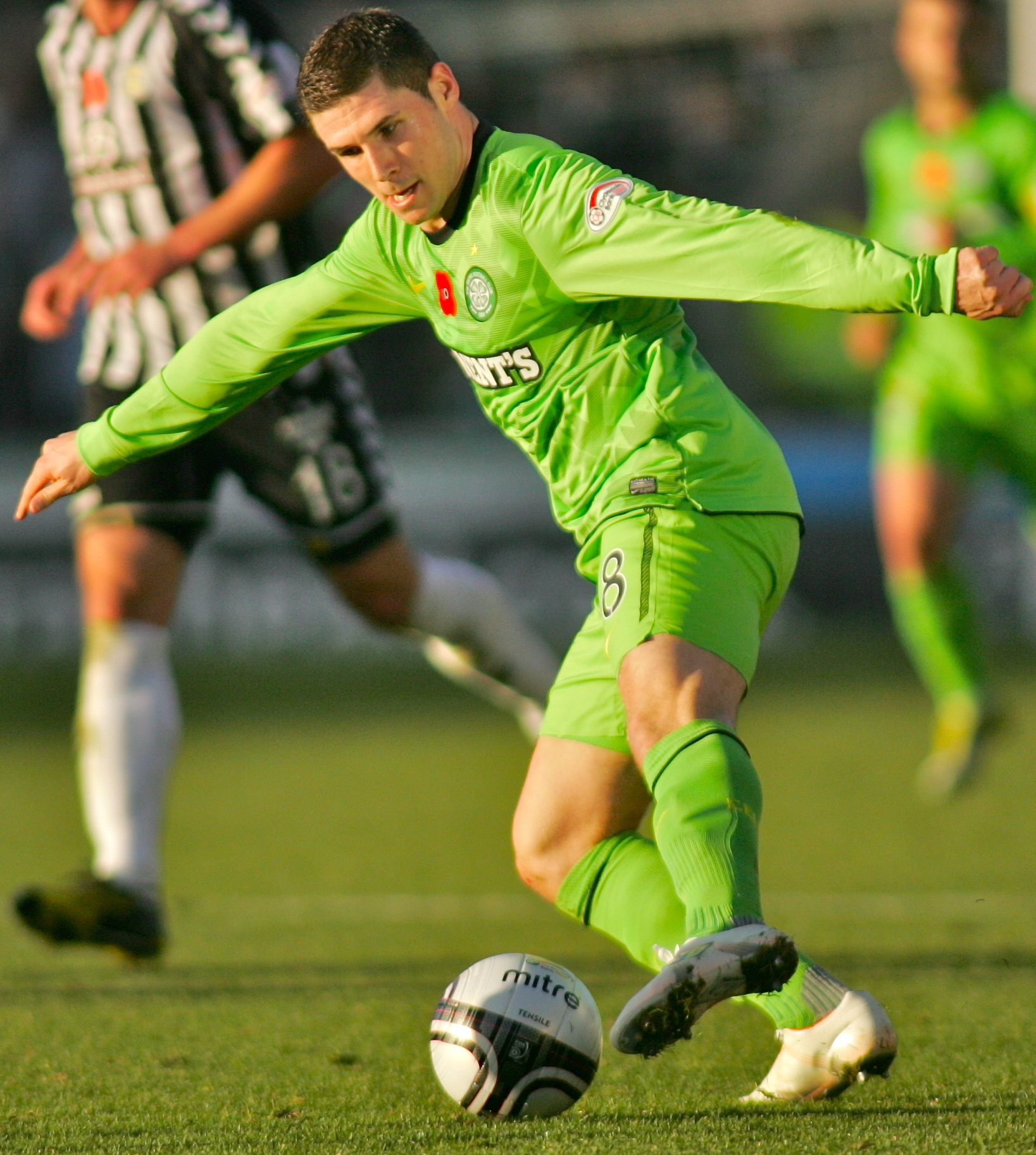
Gary Hooper (Celtic Glasgow) wurde mit 24 Treffern Torschützenkönig

| Pl. | Name              | Team                | Tore |
| --- | ----------------- | ------------------- | ---- |
| 1   | Gary Hooper       | Celtic Glasgow      | 24   |
| 2   | Jon Daly          | Dundee United       | 19   |
| 3   | Michael Higdon    | FC Motherwell       | 14   |
| 3   | Nikica Jelavić    | Glasgow Rangers     | 14   |
| 3   | Francisco Sandaza | FC St. Johnstone    | 14   |
| 6   | Steven Thompson   | FC St. Mirren       | 13   |
| 7   | Sone Aluko        | Glasgow Rangers     | 12   |
| 7   | Garry O’Connor    | Hibernian Edinburgh | 12   |
| 7   | Dean Shiels       | FC Kilmarnock       | 12   |
| 7   | Rudolf Skácel     | Heart of Midlothian | 12   |
| 7   | Anthony Stokes    | Celtic Glasgow      | 12   |

### Meiste Torvorlagen (Assists)

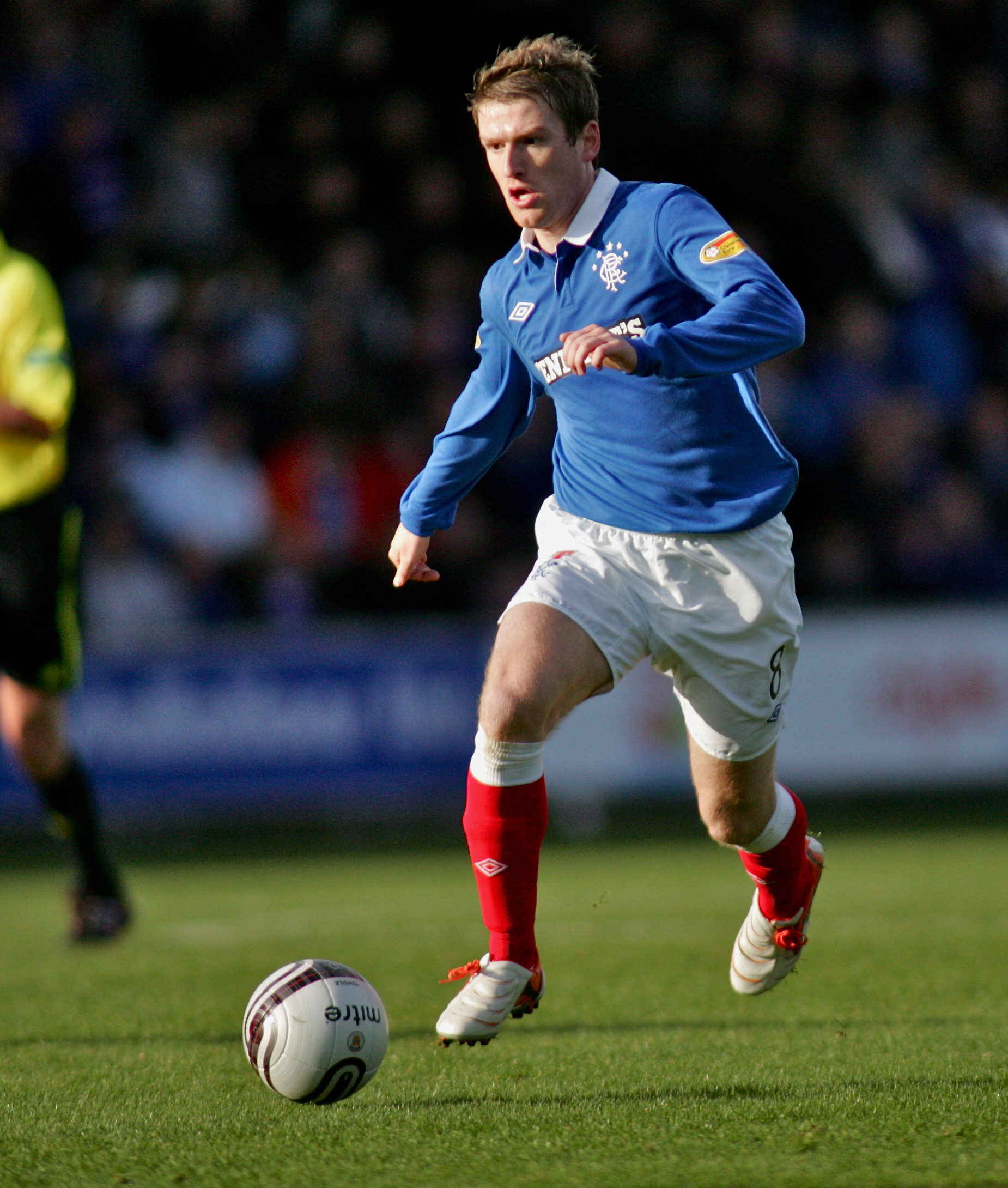
Steven Davis (Glasgow Rangers) gab die meisten Assists

| Pl. | Name              | Team                | Assists |
| --- | ----------------- | ------------------- | ------- |
| 1   | Steven Davis      | Glasgow Rangers     | 13      |
| 2   | Kris Commons      | Celtic Glasgow      | 12      |
| 3   | Anthony Stokes    | Celtic Glasgow      | 10      |
| 4   | Paul Dixon        | Dundee United       | 9       |
| 4   | Jonny Hayes       | Inverness CT        | 9       |
| 6   | Tom Hateley       | FC Motherwell       | 8       |
| 6   | Gary Hooper       | Celtic Glasgow      | 8       |
| 6   | Nicky Law         | FC Motherwell       | 8       |
| 6   | Giorgos Samaras   | Celtic Glasgow      | 8       |
| 6   | Francisco Sandaza | FC St. Johnstone    | 8       |
| 6   | David Templeton   | Heart of Midlothian | 8       |

### Torhüter ohne Gegentor

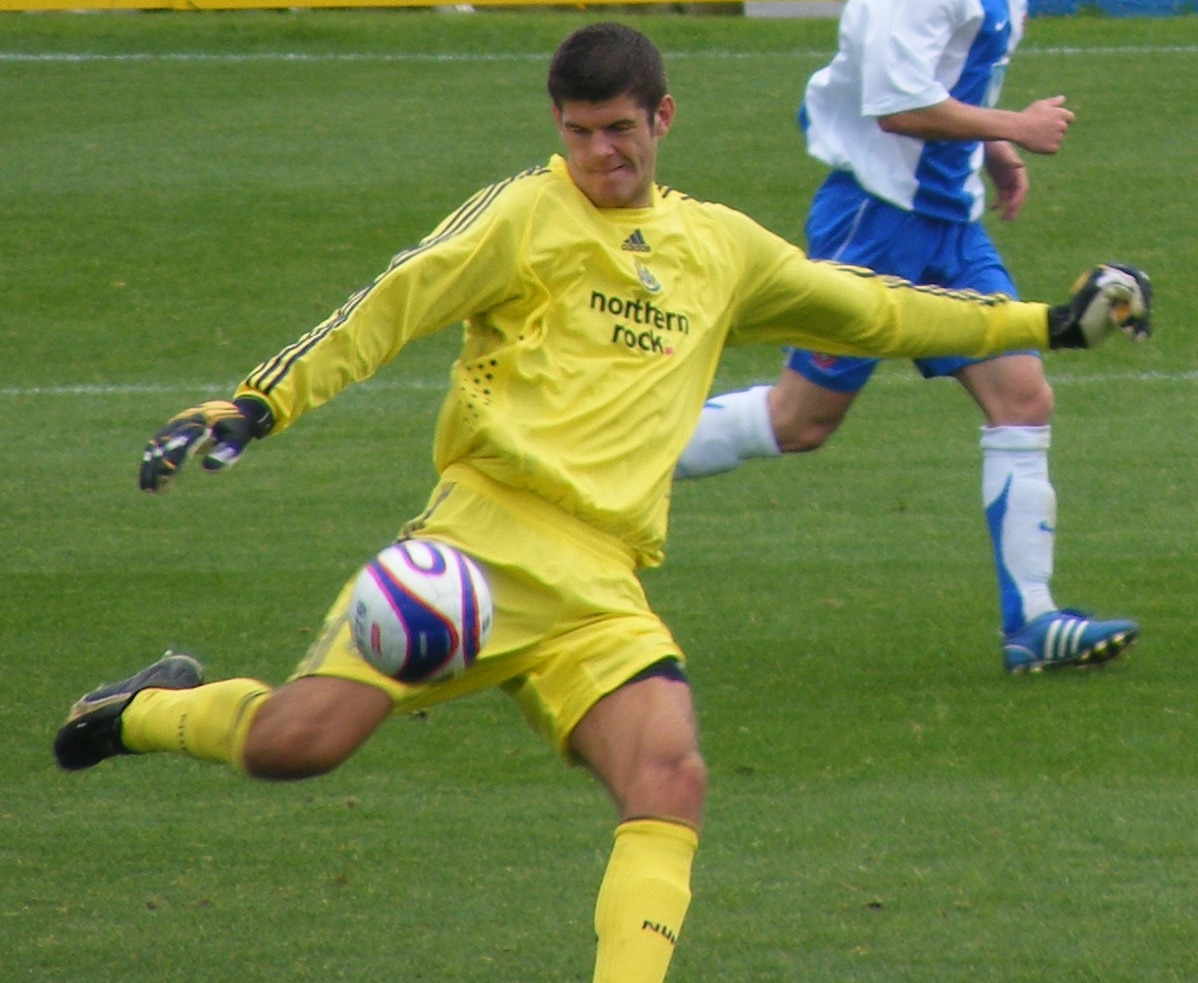
Fraser Forster (Celtic Glasgow) kassierte die wenigsten Gegentore

| Pl. | Name            | Team                | Spiele ohne Gegentor |
| --- | --------------- | ------------------- | -------------------- |
| 1   | Fraser Forster  | Celtic Glasgow      | 21                   |
| 2   | Allan McGregor  | Glasgow Rangers     | 17                   |
| 3   | Darren Randolph | FC Motherwell       | 15                   |
| 4   | Dušan Perniš    | Dundee United       | 13                   |
| 4   | Craig Samson    | FC St. Mirren       | 13                   |
| 6   | Peter Enckelman | FC St. Johnstone    | 10                   |
| 7   | Cammy Bell      | FC Kilmarnock       | 9                    |
| 8   | Marián Kello    | Heart of Midlothian | 8                    |
| 9   | Jason Brown     | FC Aberdeen         | 6                    |

## Die Meistermannschaft von Celtic Glasgow
(Berücksichtigt wurden Spieler mit mindestens fünf Einsätze; in Klammern sind die Einsätze und Tore angegeben)
| 1. | Celtic Glasgow |
|    | - Tor: Fraser Forster (33/-), Łukasz Załuska (5/-) - Abwehr: Emilio Izaguirre (12/-), Badr El Kaddouri (6/1), Glenn Loovens (11/1), Daniel Majstorović (17/-), Adam Matthews (27/-), Charlie Mulgrew (30/8), Cha Du-ri (15/1), Thomas Rogne (17/1), Kelvin Wilson (15/-), Mark Wilson (7/1) - Mittelfeld: Scott Brown (22/3), Kris Commons (24/1), James Forrest (29/7), Biram Kayal (19/-), Joe Ledley (32/7), Paddy McCourt (13/-), Dylan McGeouch (6/1), Victor Wanyama (29/4), Ki Sung-yong (30/7) - Angriff: Mohamed Bangura (10/-), Gary Hooper (37/24), Georgios Samaras (26/4), Anthony Stokes (34/12) - Trainer: Neil Lennon |

## Auszeichnungen während der Saison
| Monat            | Trainer des Monats             | Spieler des Monats                    | Jungprofi des Monats               |
| ---------------- | ------------------------------ | ------------------------------------- | ---------------------------------- |
| Juli/August 2011 | Stuart McCall (FC Motherwell)  | Paul Gallacher (Dunfermline Athletic) | Johnny Russell (Dundee United)     |
| September 2011   | Ally McCoist (Glasgow Rangers) | Steven Davis (Glasgow Rangers)        | James Forrest (Celtic Glasgow)     |
| Oktober 2011     | Stuart McCall (FC Motherwell)  | Keith Lasley (FC Motherwell)          | Kenny McLean (FC St. Mirren)       |
| November 2011    | Neil Lennon (Celtic Glasgow)   | Gary Hooper (Celtic Glasgow)          | James Forrest (Celtic Glasgow)     |
| Dezember 2011    | Neil Lennon (Celtic Glasgow)   | Paul McGowan (FC St. Mirren)          | Victor Wanyama (Celtic Glasgow)    |
| Januar 2012      | Craig Brown (FC Aberdeen)      | Scott Brown (Celtic Glasgow)          | Henrik Ojamaa (FC Motherwell)      |
| Februar 2012     | Neil Lennon (Celtic Glasgow)   | Charlie Mulgrew (Celtic Glasgow)      | Gary Mackay-Steven (Dundee United) |
| März 2012        | Peter Houston (Dundee United)  | Jon Daly (Dundee United)              | Gary Mackay-Steven (Dundee United) |
| April 2012       | Neil Lennon (Celtic Glasgow)   | Charlie Mulgrew (Celtic Glasgow)      | Shaun Hutchinson (FC Motherwell)   |